# Ринальдо (опера)
«Ринальдо» (итал. Rinaldo; HWV 7a) — опера Георга Фридриха Генделя на итальянском языке в трех актах. Либретто Джакомо Росси по эпической поэме Торквато Тассо «Освобождённый Иерусалим».
Первая опера, написанная Генделем для английской сцены, и самая репертуарная из всех его опер. Сохранились три редакции (1711, 1717 и 1731 гг.) После 1731 года опера не ставилась вплоть до XX века. 
Во втором акте «Ринальдо» звучит знаменитая ария Альмирены, которая часто исполняется и отдельно от оперы, в концертах.

## История создания

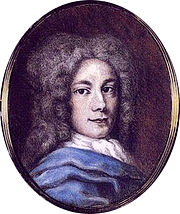
Гендель в 1710-е

В 1710 году Гендель вслед за новым британским королём Георгом Людвигом, у которого он работал придворным дирижёром, переезжает в Лондон. Успех его итальянских опер «Родриго» и «Агриппина» привлекает внимание директора лондонского театра «Хеймаркет» Аарона Хилла, предлагающего Генделю сотрудничество. С согласия композитора Хилл берёт в основу новой оперы эпизод «Освобождённого Иерусалима» Тассо и пишет английское либретто «Ринальдо», которое переводит на итальянский язык Джакомо Росси. В течение двух недель Гендель пишет музыку к опере и 24 февраля 1711 года в Театре Её Величества состоится премьера.

## Действующие лица
| Партия                                                        | Голос       | Примечания                        |
| ------------------------------------------------------------- | ----------- | --------------------------------- |
| Готфрид (Готфрид Бульонский), командующий армией крестоносцев | Контральто  | В редакции 1731 года — тенор      |
| Альмирена, его дочь, нареченная Ринальдо                      | Сопрано     |                                   |
| Ринальдо, герой, нареченный Альмирены                         | Контратенор | У Генделя — кастрат               |
| Эустацио, брат Готфрида                                       | Контратенор | У Генделя — кастрат               |
| Аргант, король Иерусалимский, возлюбленный Армиды             | Бас         |                                   |
| Армида, волшебница, королева Дамаска, возлюбленная Арганта    | Сопрано     | В редакции 1731 года — контральто |
| Христианский маг                                              |             |                                   |
| Женщина                                                       |             |                                   |
| Две Сирены                                                    |             |                                   |
| Аральдо                                                       |             |                                   |

## Сюжет

### Первый акт
Готфрид осаждает Иерусалим во время Первого крестового похода. Он отправляет Ринальдо, своего лучшего воина, в решающую битву и обещает после победы выдать свою дочь Альмирену замуж за него.
Вскоре к Готфриду приходит правитель осаждаемого Иерусалима Аргант и просит у него трёхдневного перемирия. Получив его согласие и оставшись наедине, он взывает к своей возлюбленной, волшебнице Армиде. Появляясь, она исполняет арию «Furie terribili!» (рус. «Ужасные фурии») и говорит Арганту, что для исполнения задуманного ею плана нужно будет избавиться от Ринальдо.
Тем временем Альмирена ждёт в цветущем саду Ринальдо. Встретившись, возлюбленные прощаются друг с другом, но внезапно появившаяся Армида уносит Альмирену прочь. Ринальдо отчаивается, однако Готфрид призывает его не печалиться и найти мага, который поможет им. Готфрид и Ринальдо отправляются освобождать Альмирену.

### Второй акт
Действия второго акта начинаются в гавани, через которую лежит путь Готфрида и Ринальдо. Околдованный сиренами, Ринальдо забывает о цели пути и бросается за ними.
Действие переносится в замок Армиды, где Альмирена оплакивает свою судьбу (ария «Lascia ch’io pianga» — самый известный номер из оперы). Аргант оказывается тронут горем своей пленницы.
Следуя за сиренами, Ринальдо попадает ко дворцу Армиды. В ходе спора с ним волшебница проникается любовью к Ринальдо, однако она безответна. Убитая горем Армида исполняет арию «Ah! Crudel, il pianto mio» (рус. «Ах, жестокий, мои слёзы»)

### Третий акт
Готфриду и Ринальдо удаётся найти мага и, заручившись его поддержкой, они отправляются в бой и обращают Армиду и Арганта в бегство, освобождая Альмирену. Ринальдо отправляется в финальный бой с врагом, а позже — и с вернувшимися Аргантом и Армидой. Потерпев ещё одно поражение, они переходят на сторону добра.

## Известные записи
- 1977. Ринальдо — Кэролин Уоткинсон, Альмирена — Илеана Котрубаш, Армида — Джанетте Сковотти, Готфрид — Пол Эссвуд, Аргант — Ульрик Кольд. Оркестр La Grande Écurie et la Chambre du Roy, дирижёр — Жан-Клод Мальгуар.
- 1989. Ринальдо — Мэрилин Хорн, Альмирена — Сесилия Гасдиа, Армида — Кристин Вайдингер, Готфрид — Эрнесто Паласио, Аргант — Натале де Каролис. Оркестр Ла Фениче, дирижёр — Джон Фишер.
- 1999. Ринальдо — Дэвид Дэниэлс, Альмирена — Чечилия Бартоли, Армида — Люба Оргонашова, Готфрид — Бернарда Финк, Аргант — Джеральд Финли. Оркестр AAM, дирижёр — Кристофер Хогвуд.
- 1999. Ринальдо — Эва Подлещ, Альмирена — Чечилия Бартоли, Армида — Мария Констанца Ночентини, Готфрид —Хилари Саммерс, Аргант — Джеральд Финли, Эустазио—Дэниэл Тейлор. Оркестр AAM, дирижёр — Кристофер Хогвуд.
- 2001. Ринальдо — Вивика Жено, Альмирена — Мия Перссон, Армида — Инга Кальна, Готфрид — Лоуренс Дзаццо, Аргант — Джеймс Резерфорд. Оркестр Freiburger Barockorchester, дирижёр — Рене Якобс.
- 2005. Ринальдо — Кимберли Барбер, Альмирена — Лора Уолен, Армида — Барбара Ханниган, Готфрид — Мэрион Ньюман, Аргант — Шон Уотсон. Оркестр Aradia Ensemble, дирижёр — Кевин Мэллон.